# West Cook (Minnesota)
West Cook es un territorio no organizado ubicado en el condado de Cook en el estado estadounidense de Minnesota. En el Censo de 2010 tenía una población de 1616 habitantes y una densidad poblacional de 0,94 personas por km².

## Geografía
West Cook se encuentra ubicado en las coordenadas 47°58′5″N 90°39′52″O / 47.96806, -90.66444. Según la Oficina del Censo de los Estados Unidos, West Cook tiene una superficie total de 1717.02 km², de la cual 1495.55 km² corresponden a tierra firme y (12.9%) 221.46 km² es agua.

## Demografía
Según el censo de 2010, había 1616 personas residiendo en West Cook. La densidad de población era de 0,94 hab./km². De los 1616 habitantes, West Cook estaba compuesto por el 96.47% blancos, el 0.19% eran afroamericanos, el 0.8% eran amerindios, el 0.25% eran asiáticos, el 0% eran isleños del Pacífico, el 0.12% eran de otras razas y el 2.17% pertenecían a dos o más razas. Del total de la población el 1.11% eran hispanos o latinos de cualquier raza.